# Keiju Okada
Keiju Okada (japanisch 岡田奎樹 Okada Keiju; * 2. Dezember 1995 in Kitakyūshū) ist ein japanischer Segler.

## Erfolge
Keiju Okada begann im Alter von fünf Jahren mit dem Segeln. Er nahm mit Jumpei Hokazono in der 470er Jolle an den 2021 ausgetragenen Olympischen Spielen 2020 in Tokio teil und schloss die Regatta mit ihm auf dem siebten Rang ab.  Nach den Olympischen Spielen 2020 wurden die internationalen Regatten in der 470er Jolle fortan mit je einem Mann und einer Frau ausgetragen, sodass Yoshioka fortan mit Miho Yoshioka segelte. Mit ihr wurde er 2023 in Den Haag zum zweiten Mal Weltmeister. Bei den ebenfalls 2023 ausgetragenen Asienspielen 2022 in Hangzhou belegten sie ebenfalls den ersten Platz. Die Weltmeisterschaften 2024 in S’Arenal beendeten sie auf dem dritten Rang.
Bei den Olympischen Spielen 2024 in Paris gingen Okada und Yoshioka erneut gemeinsam den Start. Sie gewannen eine der ersten acht Wettfahrten und gingen mit 35 Punkten als Dritte ins abschließende Medal Race. Unter den dort startenden zehn Teams belegten sie den dritten Platz und rückten dadurch noch auf den zweiten Gesamtrang vor. Okada und Yoshioka sicherten sich mit 41 Punkten die Silbermedaille hinter den siegreichen Österreichern Lara Vadlau und Lukas Mähr, die 38 Punkte erzielten, und vor den mit 47 Punkten drittplatzierten Schweden Lovisa Karlsson und Anton Dahlberg.
Okada arbeitet bei Toyota Motor East Japan und studierte Sportwissenschaften an der Waseda-Universität.